# Spilosoma lewisi
Spilosoma lewisi is een beervlinder uit de familie van de spinneruilen (Erebidae). De wetenschappelijke naam van de soort is voor het eerst geldig gepubliceerd in 1885 door Arthur Gardiner Butler.